# 捐卵
捐卵是一种捐贈行為，指女性通過醫療機構，將自己的卵子送贈給其他女性作人工受孕用，或是送贈給醫學機構供研究用。若是作為人工受孕用，一般會是體外人工受精，也就是在實驗室中和男子精子受精後，再植入受捐贈女性體內。有時沒有受精的卵子會冷凍供後續使用（卵子冷凍貯藏），但此情形相當少見。捐卵屬於第三方生殖，是輔助生育技術中的一種。因捐卵所生的子女，受捐贈女性在法律上是其母親，但在基因上沒有血緣關係，反倒和捐卵者才有血緣關係，因此可能會有倫理學上的問題。
美國的美國生殖醫學學會有針對捐卵的指引。食品藥物管理局也有一些相關的指引。其他國家也有相關的規定。

## 相關条目
- 捐精
- 不育
- 代孕
- 人工授孕
- 試管嬰兒